# Metildiazeno
Metildiazeno é o composto químico orgânico de fórmula química CH4N2, fórmula linear CH3N=NH, SMILES CN=N, massa molecular 44,05586. Apresenta uma densidade de 0,91 g/cm3. É classificado com o número CAS 26981-93-1. Pode explodir sob rápido aquecimento (uma mistura com ar explode quando rapidamente é aquecida de −196°C à temperatura ambiente). Apresenta incompatibilidade com oxigênio. Quando aquecido até a decomposição, emite fumos tóxicos de Óxidos de nitrogênio (NOx).